# Filtrage anisotrope
Pour les articles homonymes, voir filtrage.

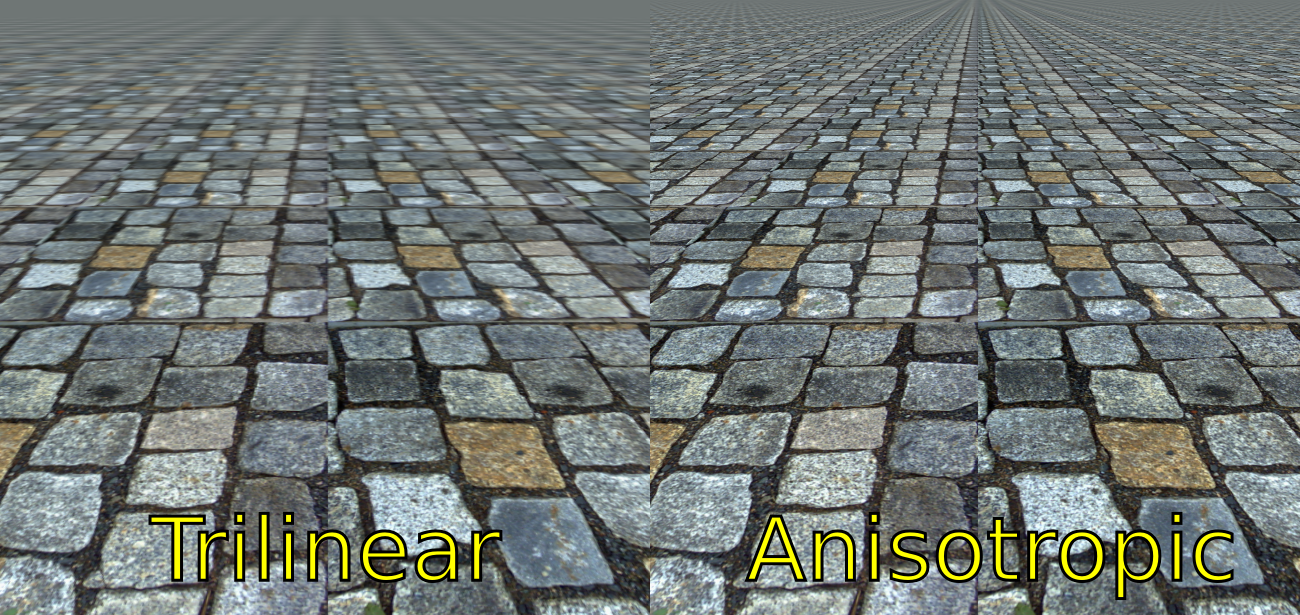
Illustration de méthodes de filtrage de textures : sur la gauche, une texture filtrée par un mipmapping trilinéaire, sur la droite, la même texture utilisant un filtrage anisotrope.

En infographie tridimensionnelle, le filtrage anisotrope est une méthode d'amélioration des textures vues obliquement.

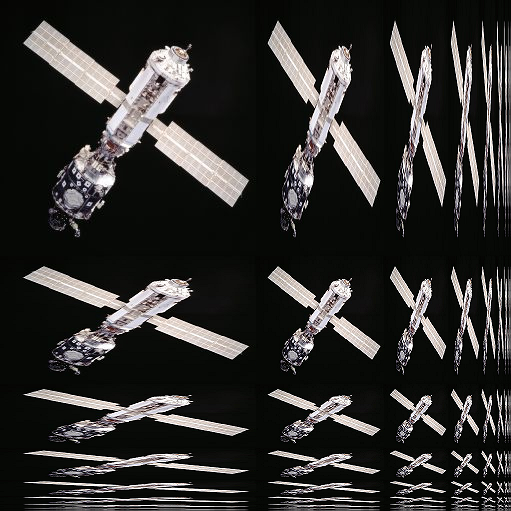
Exemple de stockage du filtre anisotrope : l'image principale en haut à gauche est accompagné des versions filtrées de taille réduite.

De la même manière que le filtrage bilinéaire et trilinéaire, le filtrage anisotrope élimine les effets de crénelage mais améliore ces techniques en réduisant le flou et préservant le détail à des angles de vue extrêmes.